# Laura Branigan
Laura Ann Branigan (Mount Kisco, 3 luglio 1952 – East Quogue, 26 agosto 2004) è stata una cantante statunitense.

## Biografia

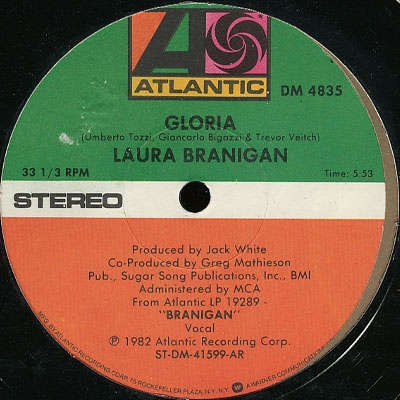
Il 33 giri Gloria, cover della canzone di Umberto Tozzi.

### Carriera
Nata in una famiglia di origini irlandesi e attiva artisticamente dal 1979, nella sua carriera discografica ha inciso 20 singoli e alcune colonne sonore di pellicole cinematografiche tra cui Imagination, presente nella colonna sonora del film Flashdance del 1983, prodotta da Giorgio Moroder e Phil Ramone, e Hot Night, nel 1984, nella colonna sonora del film Ghostbusters. Inoltre alcuni dei suoi brani sono stati inseriti anche nel film del 1984 Body Rock. Famosa è la sua versione inglese di Gloria di Umberto Tozzi, rimasta nella Billboard Hot 100 per 36 settimane e inserita nella Top 100 singoli del 1982 e del 1983.
Nel 1984 interpretò il brano Self control del cantautore Raf, pubblicandolo come singolo omonimo. Il brano divenne la sua più grande hit a livello internazionale, in cima alle classifiche in oltre sei paesi, in particolare in Germania dove rimase per sei settimane al 1º posto. Nell'album del 1993 Over My Heart interpretò un brano scritto da Per Gessle, The Sweet Hello, The Sad Goodbye, pubblicato originariamente come lato B, nel 1991, nel singolo Spending My Time dei Roxette. Laura Branigan, che aveva studiato presso l'Accademia americana di arti drammatiche, recitò piccoli ruoli in alcune note serie televisive come Automan (ep.1x09 Violento rock) e CHiPs (ep.6x16 I nuovi talenti).

### Morte
Laura Branigan morì nel sonno nella sua casa di East Quogue, New York, USA, il 26 agosto 2004, a 52 anni. A causarne il decesso fu un aneurisma cerebrale non diagnosticato. I media riportarono che aveva lamentato forti emicranie nelle settimane precedenti, ma non aveva cercato assistenza medica. Le sue ceneri furono disperse nel Long Island Sound.

## Discografia

### Album in studio
| Anno | Album                                                                    | Classifiche | Classifiche | Classifiche | Classifiche | Classifiche | Classifiche | Classifiche | Classifiche | Classifiche | Classifiche | Certificazioni                                        |
| Anno | Album                                                                    | US          | AUS         | AUT         | CAN         | GER         | NOR         | NZ          | SWE         | SWI         | UK          | Certificazioni                                        |
| ---- | ------------------------------------------------------------------------ | ----------- | ----------- | ----------- | ----------- | ----------- | ----------- | ----------- | ----------- | ----------- | ----------- | ----------------------------------------------------- |
| 1982 | Branigan - Pubblicato: marzo 1982 - Etichetta: Atlantic Records          | 34          | 50          | —           | 23          | —           | —           | —           | —           | —           | —           | - US: Oro - AUS: Oro - CAN: Oro                       |
| 1983 | Branigan 2 - Pubblicato: marzo 1983 - Etichetta: Atlantic Records        | 29          | 30          | —           | 46          | —           | —           | 11          | —           | —           | —           | - US: Oro                                             |
| 1984 | Self Control - Pubblicato: aprile 1984 - Etichetta: Atlantic Records     | 23          | 29          | 16          | 12          | 5           | 3           | 38          | 5           | 2           | 16          | - US: Platino - CAN: Platino - GER: Oro - UK: Argento |
| 1985 | Hold Me - Pubblicato: luglio 1985 - Etichetta: Atlantic Records          | 71          | 37          | —           | 43          | 31          | 12          | —           | 7           | 10          | 64          |                                                       |
| 1987 | Touch - Pubblicato: 7 luglio 1987 - Etichetta: Atlantic Records          | 87          | 68          | —           | 94          | —           | —           | —           | 20          | 24          | —           |                                                       |
| 1990 | Laura Branigan - Pubblicato: 21 marzo 1990 - Etichetta: Atlantic Records | 133         | 143         | —           | —           | —           | —           | —           | —           | —           | —           |                                                       |
| 1993 | Over My Heart - Pubblicato: 17 agosto 1993 - Etichetta: Atlantic Records | —           | 151         | —           | —           | —           | —           | —           | —           | —           | —           |                                                       |

### Raccolte
- 1988 - The Best of Laura Branigan (Atlantic Records)
- 1992 - The Very Best of Laura Branigan (Atlantic Records)
- 1995 - The Best Of Branigan (Atlantic Records)
- 2002 - The Essentials (Atlantic Records)
- 2006 - The Platinum Collection (Rhino Entertainment)
- 2010 - Shine On: The Ultimate Collection (Gallo Record)

### Singoli
| Anno | Singolo                                           | Classifiche | Classifiche | Classifiche | Classifiche | Classifiche | Classifiche | Classifiche | Classifiche | Classifiche | Classifiche | Certificazioni                                            | Album                      |
| Anno | Singolo                                           | US          | AUS         | AUT         | CAN         | GER         | NOR         | NZ          | SWE         | SWI         | UK          | Certificazioni                                            | Album                      |
| ---- | ------------------------------------------------- | ----------- | ----------- | ----------- | ----------- | ----------- | ----------- | ----------- | ----------- | ----------- | ----------- | --------------------------------------------------------- | -------------------------- |
| 1980 | Fool's Affair                                     | —           | —           | —           | —           | —           | —           | —           | —           | —           | —           |                                                           | /                          |
| 1981 | Looking Out for Number One                        | —           | —           | —           | —           | —           | —           | —           | —           | —           | —           |                                                           | /                          |
| 1982 | All Night With Me                                 | 69          | —           | —           | —           | —           | —           | —           | —           | —           | —           |                                                           | Branigan                   |
| 1982 | Gloria                                            | 2           | 1           | —           | 1           | —           | —           | 6           | —           | —           | 6           | - US: Platino - AUS: Platino - CAN: Platino - UK: Argento | Branigan                   |
| 1983 | Solitaire                                         | 7           | 5           | —           | 8           | —           | —           | 12          | —           | —           | —           |                                                           | Branigan 2                 |
| 1983 | How Am I Supposed to Live Without You             | 12          | —           | —           | 46          | —           | —           | —           | —           | —           | —           |                                                           | Branigan 2                 |
| 1983 | Deep in the Dark                                  | —           | —           | —           | —           | —           | —           | —           | —           | —           | —           |                                                           | Branigan 2                 |
| 1984 | Self Control                                      | 4           | 3           | 1           | 1           | 1           | 2           | 26          | 1           | 1           | 5           | - GER: Oro - UK: Argento                                  | Self Control               |
| 1984 | The Lucky One                                     | 20          | 48          | —           | 53          | 33          | —           | —           | —           | 21          | 56          |                                                           | Self Control               |
| 1984 | Ti amo                                            | 55          | 2           | 5           | —           | —           | —           | 49          | —           | —           | 100         |                                                           | Self Control               |
| 1984 | Satisfaction                                      | —           | —           | —           | —           | —           | —           | —           | —           | —           | —           |                                                           | Self Control               |
| 1984 | With Every Beat of My Heart                       | —           | —           | —           | —           | —           | —           | —           | —           | —           | —           |                                                           | Self Control               |
| 1985 | Spanish Eddie                                     | 40          | 26          | 8           | 38          | 36          | —           | —           | 11          | —           | 87          |                                                           | Hold Me                    |
| 1985 | Hold Me                                           | 82          | —           | —           | —           | —           | —           | —           | —           | —           | —           |                                                           | Hold Me                    |
| 1985 | Maybe Tonight                                     | —           | —           | —           | —           | —           | —           | —           | —           | —           | 134         |                                                           | Hold Me                    |
| 1986 | I Found Someone                                   | 90          | —           | —           | —           | —           | —           | —           | —           | —           | —           |                                                           | Hold Me                    |
| 1987 | Shattered Glass                                   | 48          | 60          | —           | —           | 43          | —           | —           | —           | 26          | 78          |                                                           | Touch                      |
| 1987 | Power of Love                                     | 26          | —           | —           | —           | —           | —           | —           | —           | —           | —           |                                                           | Touch                      |
| 1987 | Spirit of Love                                    | —           | —           | —           | —           | —           | —           | —           | —           | —           | —           |                                                           | Touch                      |
| 1988 | Cry Wolf                                          | —           | 98          | —           | —           | —           | —           | —           | —           | —           | —           |                                                           | Touch                      |
| 1988 | Come into My Life (Laura Branigan e Joe Esposito) | —           | —           | —           | —           | —           | —           | —           | —           | —           | —           |                                                           | Coming to America          |
| 1989 | Heart of Me (Cerrone e Laura Branigan)            | —           | —           | —           | —           | —           | —           | —           | —           | —           | —           |                                                           | Way In                     |
| 1990 | Moonlight on Water                                | 59          | 159         | —           | 83          | —           | —           | —           | —           | —           | —           |                                                           | Laura Branigan             |
| 1990 | Never in a Million Years                          | —           | —           | —           | —           | —           | —           | —           | —           | —           | —           |                                                           | Laura Branigan             |
| 1990 | Turn the Beat Around                              | —           | —           | —           | —           | —           | —           | —           | —           | —           | —           |                                                           | Laura Branigan             |
| 1991 | Tokio                                             | —           | —           | —           | —           | —           | —           | —           | —           | —           | —           |                                                           | The Best of Laura Branigan |
| 1993 | It's Been Hard Enough Getting Over You            | —           | —           | —           | —           | —           | —           | —           | —           | —           | —           |                                                           | Over My Heart              |
| 1994 | How Can I Help You Say Goodbye                    | —           | —           | —           | —           | —           | —           | —           | —           | —           | —           |                                                           | Over My Heart              |
| 1995 | Dim All the Lights                                | —           | —           | —           | —           | —           | —           | —           | —           | —           | —           |                                                           | The Best of Branigan       |
| 1995 | I Believe (David Hasselhoff e Laura Branigan)     | —           | —           | —           | —           | —           | —           | —           | —           | —           | —           |                                                           | Baywatch                   |
| 2004 | Self Control 2004                                 | —           | —           | —           | —           | —           | —           | —           | —           | —           | —           |                                                           |                            |
| 2004 | Gloria 2004                                       | —           | —           | —           | —           | —           | —           | —           | —           | —           | —           |                                                           |                            |

#### Singoli promozionali
- 1978 - Memories
- 1981 - Tell Him
- 1993 - Didn't We Almost Win It All
- 1993 - Love Your Girl